# Isla Patrulla
Isla Patrulla est une ville de l'Uruguay située dans le département de Treinta y Tres. Sa population est de 236 habitants.

## Histoire
La ville a été fondée en 1913.

## Population
| Année | Population |
| ----- | ---------- |
| 1963  | 324        |
| 1975  | 233        |
| 1985  | 209        |
| 1996  | 200        |
| 2004  | 236        |

Référence,: